# Emanuel Feuermann
Emanuel Feuermann (ur. 22 listopada 1902 w Kołomyi; zm. 25 maja 1942 w Nowym Jorku) – austriacki wiolonczelista pochodzenia żydowskiego; od 1938 aktywny w USA.

## Życiorys
Od 1902 uczył się gry na wiolonczeli, najpierw u swojego ojca, później u Antona Waltera w Wiedniu. Następnie doskonalił grę wiolonczelową, studiując prywatnie u Juliusa Klengela w Lipsku. W 1918, mając zaledwie 16 lat, objął klasę wiolonczeli w Konserwatorium w Kolonii. Był też pierwszym wiolonczelistą kolońskiej Gürzenich-Orchester i kameralistą w kwartecie smyczkowym Brama Elderinga.
W latach 1923–1929 nieprzerwanie koncertował w Europie, w tym w Rosji z recitalem w duecie z Arturem Schnabelem. W 1929 został wykładowcą berlińskiej Hochschule für Musik. W tym samym roku wraz z Paulem Hindemithem i Józefem Wolfsthalem założył trio smyczkowe. W 1935 debiutował w Nowym Jorku, wykonując z Filharmonią Nowojorską II Koncert wiolonczelowy D-dur Haydna. W następnych latach odbył światowe podróże koncertowe, w tym do Azji Wschodniej i Ameryki Południowej. W latach 1937–1938 działał w Zurychu. Wobec antysemickiej polityki nazistów, w 1938 wyemigrował do USA.
W 1939 wraz z Jaschą Heifetzem i Orkiestrą Filadelfijską pod dyrekcją Eugene’a Ormandy’ego nagrał Koncert podwójny a-moll Brahmsa. Później założył słynne trio z Heifetzem i Arturem Rubinsteinem, które dokonało znanych nagrań utworów Beethovena, Schuberta i Brahmsa. W 1941 objął stanowisko wykładowcy Curtis Institute of Music w Filadelfii. Wśród jego wielu wybitnych uczniów byli m.in. Hideo Saito, Bernard Greenhouse, Claus Adam i Zara Nelsova. 
Był właścicielem kilku wartościowych wiolonczeli, w tym  „Feuermann, De Munck, Gardiner” Stradivariusa z 1730 i  „Feuermann” Montagnany z 1735.
Zmarł z powodu zapalenia otrzewnej, prawdopodobnie wskutek błędnie wykonanego zabiegu chirurgicznego.